# Тетрагидридоалюминат калия
Тетрагидридоалюминат калия (аланат калия) — неорганическое соединение, комплексный смешанный гидрид калия и алюминия с формулой K[AlH4], белые кристаллы.

## Получение
- Действием хлорида алюминия на суспензию гидрида калия в эфире:

{\displaystyle {\mathsf {AlCl_{3}+KH\ {\xrightarrow {\ }}\ K[AlH_{4}]}}}
- Обменной реакцией гидрида калия с алюмогидридом лития в тетрагидрофуране:

{\displaystyle {\mathsf {Li[AlH_{4}]+KH\ {\xrightarrow {\ }}\ K[AlH_{4}]+LiH}}}

## Физические свойства
Тетрагидридоалюминат калия образует бесцветные кристаллы, растворим в тетрагидрофуране.

## Химические свойства
- Термически неустойчив:

{\displaystyle {\mathsf {2K[AlH_{4}]\ {\xrightarrow {T^{o}C}}\ 2KH+2Al+3H_{2}\uparrow }}}
- Гидролизуется водой:

{\displaystyle {\mathsf {K[AlH_{4}]+4H_{2}O\ {\xrightarrow {\ }}\ KOH+Al(OH)_{3}+4H_{2}\uparrow }}}
- Реагирует с разбавленными кислотами на холоде:

{\displaystyle {\mathsf {K[AlH_{4}]+HCl+3H_{2}O\ {\xrightarrow {\ }}\ KCl+Al(OH)_{3}+4H_{2}\uparrow }}}
- Окисляется кислородом:

{\displaystyle {\mathsf {2K[AlH_{4}]+4O_{2}\ {\xrightarrow {T^{o}C}}\ K_{2}O+Al_{2}O_{3}+4H_{2}O}}}

## Применение
- В органическом синтезе.